# Kiss Kiss Bang Bang
Kiss Kiss Bang Bang – amerykański film fabularny (komedia akcji) z 2005 roku w reżyserii Shane'a Blacka na podstawie książki Bretta Hallidaya Bodies Are Where You Find Them (1941) z wątkiem gejowskiego detektywa. Film był kręcony od 26 lutego do 3 maja 2004.

## Zarys fabuły
Główny bohater to drobny złodziejaszek i łotrzyk Harry Lockhart. Pewnego dnia, gdy podczas świąt Bożego Narodzenia wybiera się on wraz z kumplem do nowojorskiego supermarketu z zabawkami, by trochę „zarobić”, dopada go pech – włącza się alarm bezpieczeństwa. Desperacka ucieczka Harry'ego nieoczekiwanie kończy się na... castingu. Przez przypadek zostaje przyjęty na próbne zdjęcia do hollywoodzkiego filmu kryminalnego. Gdy trafia do Los Angeles, zostaje mu przydzielony opiekun – prawdziwy „twardziel”, prywatny detektyw Perry van Shrike. Na dodatek opiekun ten okazuje się być gejem. Obaj nie przypadają sobie do gustu, zwłaszcza że Perry nie ma cierpliwości nauczyciela, a Harry'emu nie odpowiada praca z homoseksualistą. Gdy jednak wspólnie zostają wrobieni w morderstwo, stają się nierozłączni.

## Obsada
- Robert Downey Jr. jako Harry Lockhart
- Val Kilmer jako Perry van Shrike
- Michelle Monaghan jako Harmony Faith Lane
- Corbin Bernsen jako Harlan Dexter
- Dash Mihok jako pan Frying Pan
- Larry Miller jako Dabney Shaw
- Rockmond Dunbar jako pan Fire
- Shannyn Sossamon jako różowowłosa dziewczyna
- Angela Lindvall jako Flicka
- Indio Falconer Downey jako Harry w wieku 9 lat
- Ariel Winter jako Harmony w wieku 7 lat
- Duane Carnahan jako Chainsaw Kid
- Josh Richman jako Rickie
- Vladimir Rajcic jako młody lokaj
- Wiley M. Pickett jako policjant z wydziału zabójstw

## Opinie
(...) Wyobraźcie sobie produkcję błyskotliwą, inteligentną, której twórca śmieje się z całego dorobku wysokobudżetowych sensacji. Co więcej, wartka fabuła trzyma Was non-stop w napięciu i nie pozwala oderwać wzroku od ekranu. (...) Takie właśnie jest „Kiss Kiss, Bang Bang”. (...) „Kiss Kiss, Bang Bang” jest pełny groteskowego, czarnego humoru. (...) Na jego sukces (niekoniecznie komercyjny) składa się nie tylko błyskotliwość i oryginalność, ale również pieczołowite wykonanie elementów techniczno-artystycznych. (...)
recenzent portalu Filmbox.pl

(...) „Kiss Kiss, Bang Bang” drwi ze sztuki filmowej – bawi się, wywracając na drugą stronę motywy stale goszczące w komediach pomyłek i kryminałach (zwłaszcza w klasykach gatunku Raymonda Chandlera). Wiele w tym zasługi scenarzysty i debiutującego reżysera, Shane’a Blacka (znanego z autorstwa scenariuszy „Zabójczej broni”). Dzięki postaciom wariackiego Harry’ego i Perry’ego, twardziela oglądającego się za męskimi tyłkami, oraz błyskotliwym dialogom film ma dużo luzu i świeżości. (...)
| Agata Czarnowska, Independent.pl